# Mistrzostwa Świata Juniorów w klasie 470 (1987)
Mistrzostwa Świata Juniorów w klasie 470 – żeglarskie mistrzostwa świata juniorów w klasie 470 rozegrane na Adriatyku w Koprze, w Jugosławii (obecnie Słowenia), w dniach 18-25 lipca 1987.

## Informacje ogólne
W zawodach udział wzięło blisko 60 załóg z czternastu państw. Podczas zawodów warunki wietrzne były słabe - promowało to jednostki lekkie, co w tamtych czasach oznaczało głównie nowe.

## Wyniki
Wyniki zawodów były następujące:
| Lp. | Państwo    | Załoga                              | Punkty   |
| --- | ---------- | ----------------------------------- | -------- |
| 1.  | Jugosławia | Marco Kocancić, Zeljko Antonaz      | 24,7 pkt |
| 2.  | Jugosławia | Matjas Antonaz, Davor Glavina       | 26 pkt   |
| 3.  | Hiszpania  | Jorge Calafat, Pepote Ballester     | 28,4 pkt |
| 28. | Polska     | Piotr Doliński, Tomasz Dzierzgowski | 83,7 pkt |
| 35. | Polska     | Jacek Noetzel, Maciej Czucha        | 151 pkt  |